# Nicolás Crovetto
Nicolás Ignacio Crovetto Aqueveque, meglio noto come Nicolás Crovetto (Coquimbo, 15 marzo 1986), è un ex calciatore cileno, di ruolo centrocampista.

## Biografia
Il suo cognome in realtà sarebbe Corvetto e per un errore che risale fin dall'epoca dell'emigrazione in Cile dei suoi antenati è stato trascritto come Crovetto.

## Carriera
Inizia a muovere i primi passi su un campo di calcio nella squadra della sua città, il Coquimbo Unido. Qui resta fino al 2007, dopo aver fatto tutta la trafilata nelle giovanili, a 21 anni si trasferisce all'Audax Italiano dove gioca solo una stagione perché viene subito notato dai dirigenti dell'Udinese, da sempre molto attenti ai giovani di tutto il mondo, e portato in Friuli nell'estate del 2008. Il 12 giugno 2008 viene ufficializzato il passaggio alla società di Udine. Elemento superfluo nella rosa di Marino, non trova spazio, così a gennaio finisce in prestito in Spagna all'Albacete. Nel giugno 2009 si trasferisce alla Triestina; l'esperienza nelle file alabardate si chiude con 6 presenze fino a gennaio 2010, mese durante il quale viene ingaggiato dal Taranto.